# Король Вюртемберга

Большой герб Королевства Вюртемберг.

Король Вюртемберга, Вюртембергский король — правитель (властитель) Королевства Вюртемберг, конституционной наследственной монархии.
Титулование — Его Величество Король Вюртембергский.

## История
С XII столетия до 1495 года Вюртемберг был графством Священной Римской империи германской нации, потом стал  герцогством, а с 1806 года по 1918 год — Королевство Вюртемберг. В 1918 году, после отречения от власти 30 ноября Вюртембергского короля конституционное королевство стало Свободным народным государством Вюртемберг. После него главенство в вюртембергском доме перешло к дальнему родственнику, представителю католической линии Вюртембергского дома принцу Альбрехту.
За историю королевства имелось всего четыре короля:
- Фридрих I[2][3];
- Вильгельм I[4][5];
- Карл I[6][7];
- Вильгельм II[8][7].